# بوبنهایم (ماینتس-بینگن)
بوبنهایم (به آلمانی: Bubenheim) یک شهر در آلمان است که در ماینتس-بینگن واقع شده‌است. بوبنهایم ۸۶۷ نفر جمعیت دارد.